# LUMI
LUMI (Large Unified Modern Infrastructure) és un superordinador a petaescala ubicat al centre de dades CSC a Kajaani, Finlàndia. El gener del 2023, l'ordinador fou el superordinador més ràpid d'Europa.
El sistema completat consta de 362.496 nuclis, capaços d'executar més de 375 petaflops, amb un rendiment màxim teòric de més de 550 petaflops, la qual cosa el situa entre els cinc ordinadors més potents del món. El TOP500 de novembre de 2022 situa LUMI al cinquè lloc, amb un rendiment mesurat de 309,1 PFLOPS.

## Arquitectura
El sistema està sent subministrat per Hewlett Packard Enterprise (HPE), proporcionant un superordinador HPE Cray EX amb CPU AMD EPYC de 64 nuclis de pròxima generació i GPU AMD Radeon Instinct. LUMI és un sistema basat en GPU, i la major part de la seva potència informàtica prové dels seus nuclis de GPU, una arquitectura que es va triar principalment pel seu avantatge de cost/rendiment. El sistema està equipat amb 1,75 petabytes de RAM, i l'emmagatzematge inclou una partició d'emmagatzematge flash de 7 petabytes, combinada amb 80 petabytes d'emmagatzematge tradicional, tots dos basats en el sistema de fitxers paral·lel Luster, com així com un servei de gestió de dades de 30 petabytes basat en Ceph. Això li dóna al sistema un total de 117 petabytes d'emmagatzematge amb una amplada de banda d'E/S agregada de 2 terabytes per segon.

## Finançament
LUMI està cofinançat per l'empresa conjunta EuroHPC i el Consorci LUMI, que està format pels països següents: Finlàndia, Bèlgica, República Txeca, Dinamarca, Estònia, Islàndia, Noruega, Països Baixos, Polònia, Suècia i Suïssa. El pressupost total és de 144,5 milions d'euros.

## Energia
L'ordinador utilitza energia 100% hidroelèctrica, i la calor que genera serà captada i utilitzada per escalfar els edificis de la zona, fent de LUMI un dels superordinadors més eficients mediambientalment del món. L'antiga fàbrica paperera de la UPM on es troba LUMI només va tenir un tall de llum de 2 minuts durant els seus 38 anys d'operació gràcies a la connexió fiable del lloc a la xarxa nacional.

## Funcionament
La meitat de la capacitat de LUMI pertany a l'empresa conjunta EuroHPC, un 20% de la qual es reserva per a l'ús de la indústria i les pimes. L'altra meitat es reparteix entre els països del Consorci LUMI, segons la contribució financera de cada país.
El juny de 2021 s'havien seleccionat projectes pilot per a la primera execució de la partició de la CPU, programada per al setembre de 2021, amb operacions completes inclosa la partició GPU prevista per al 2022.